# برنارد دورنينج
برنارد دورنينج (بالإنجليزية: Bernard Durning)‏ هو مخرج وممثل أمريكي، ولد في 24 أغسطس 1893 في نيويورك في الولايات المتحدة، وتوفي بنفس المكان في 29 أغسطس 1923 بسبب حمى التيفوئيد.

## وصلات خارجية
- برنارد دورنينج على موقع IMDb (الإنجليزية)
- برنارد دورنينج على موقع أول موفي (الإنجليزية)
- برنارد دورنينج على موقع قاعدة بيانات الأفلام السويدية (السويدية)
- برنارد دورنينج على موقع قاعدة بيانات الفيلم (الإنجليزية)
- برنارد دورنينج على موقع كينوبويسك (الروسية)